# 朝日完記
朝日 完記（あさひ かんき、1954年11月19日 - ）は、日本の俳優。兵庫県出身。

## 人物・略歴
劇団未来座 主宰
特技：殺陣　乗馬　調理　柔道二段
趣味：ゴルフ

## 出演

### テレビドラマ
- 東芝日曜劇場第1550回「週末物語〜シンデレラ・エクスプレス〜」（1986年9月21日、MBS）
- 直木賞作家サスペンス「隣家の寝室」（1989年2月13日、KTV）
- 暴れん坊将軍シリーズ （ANB・東映）
  - 暴れん坊将軍II
    - 第189話「仇姿、つよい女が泣きました!」（1987年） - 宇之吉

  - 暴れん坊将軍III
    - 第19話「知らぬが仏の紙風船」（1988年） - 熊蔵
    - 第31話「泣くな男だ!がまん坂」（1988年） - 又八
    - 第77話「おんな盗賊、狙われた名奉行」（1989年） - 伝次郎
    - 第110話「死闘、護持院ヶ原の果し状」（1990年） - 上州屋

  - 暴れん坊将軍V
    - 第13話「子連れ巡礼の逆襲」（1993年） - 小出源次郎
    - 第22話「無法街の花姉妹」（1993年） - 下妻小太夫
    - 第42話「木枯しも泣く迷子石」（1994年） - 洲崎の浜蔵

  - 暴れん坊将軍VI
    - 第1話「吉宗潜入! 謀略の城　偽将軍宣下を阻止せよ!」（1994年） - 木村
    - 第35話「絶体絶命! 大岡越前」（1995年） - 市川百之助

  - 暴れん坊将軍VII
    - 第18話「いなせ新さん、世直し道中」（1997年） - 木崎重兵衛

  - 暴れん坊将軍VIII
    - 第3話「居酒屋の女の告白」（1999年） - 笹尾の用人
    - 第20話「好きです! さらわれた鶴姫」（1998年） - 井上陣之助

  - 暴れん坊将軍IX
    - 第35話「大岡越前失脚!? 誘拐された恋女房」（1999年） - 岡島十内

  - 暴れん坊将軍X
    - 第5話「埋蔵金に踊らされた夫婦！甲府勤めの甘い罠」（2000年） - 赤井玄蕃

  - 暴れん坊将軍XI
    - 第9話「命を賭けた献上刀」（2001年） - 奥火之番・間十内

  - 暴れん坊将軍XII
    - 第7話「疑惑の家督相続! 吉宗と二世を誓った女」（2002年8月19日） - 原十内
- 必殺シリーズ（ABC / 松竹）
  - 必殺仕事人V・風雲竜虎編 第3話「返り討ち悲話」（1987年3月23日） - 北島一平
  - 必殺仕事人・激突! 第9話「対決! 邪剣vs剛剣」（1991年12月17日）
- 砂の上のロビンソン （1988年、NHK）
- 火曜サスペンス劇場（NTV）
  - 「京都物集女殺人街道」（1990年3月20日）
  - 「京都大原殺人街道」（1991年5月30日）
- 新・部長刑事　アーバンポリス24 （ABC）
  - 第13回「死神にグッドバイ」（1990年5月5日）
  - 第217回「新春時代劇・春が来た」（1995年1月5日）
- ばけまん （1990年、KTV）
- 三匹が斬る! シリーズ（ANB / 東映）
  - また又・三匹が斬る! 第9話「湯煙り血煙り、咲いた女の三度笠」（1991年） - 早乙女銀四郎
  - 新・三匹が斬る! 第18話「血槍舞い、死んで咲かせた忠義花」（1993年）- 伏見
- 土曜ワイド劇場（TBS）
  - 「京都殺人案内17　美人画商の黒いワナ」（1991年3月16日、ABC）
  - 「京都殺人案内19 みちのく泣き地蔵の秘密」（1993年3月20日、ABC）
  - 「京都殺人案内21　みちのく母恋吹雪」（1995年3月18日、ABC）
  - 「京都の芸者弁護士2・恥じらうビーナス連続殺人!」（1998年7月25日、ABC） - 井坂孝次 役
  - 「京都の芸者弁護士3　三方五湖、悪魔の逆転殺人!」（1999年9月19日、ABC） - 桑山警部
  - 「京都殺人案内23　みちのく津軽こぎん刺しの女」（2000年4月15日、ABC）
  - 「走る! 国選弁護人〜完全黙秘・初登場弁護士高杉貫一郎の窮地」（2004年8月24日、ABC）
  - 「京都のテミス女裁判官2　美人判事を襲う夫殺しの罠! チカン裁判不連続殺人事件」（2004年5月8日、ABC）
  - 「京都殺人案内29　北陸能登金剛〜和倉温泉！赤い殺意の炎と美人秘書の秘密!」（2006年11月8日、ABC）
- 幕府お耳役檜十三郎 第10話「恋におちたら地獄ゆき」（1991年6月9日、TX / 松竹）
- 月曜ドラマスペシャル（TBS）
  - 「金田一耕助の傑作推理13 八つ墓村」（1991年7月1日）
  - 「金田一耕助の傑作推理16 病院坂の首縊りの家」（1992年12月28日）
  - 「金田一耕助の傑作推理17 三つ首塔」（1993年7月5日）
  - 「金田一耕助の傑作推理19 女王蜂」（1994年4月4日）
  - 「京都清水坂殺人事件」（1997年6月30日）
  - 「一色京太郎事件ノート6　京都火祭り鬼面殺人事件」（1997年12月22日）
- 大岡越前 第12部 第13話「殺しを見ていた女」（1992年1月13日、TBS / C.A.L） - 定七
- 金曜ドラマシアター「山村美紗サスペンス　赤い霊柩車シリーズ1　京都豪邸密室殺人の謎!?」（1992年3月6日、CX / 大映テレビ）
- 赤かぶ検事の逆転法廷 第10話「検事トリカブトに狙われる」（1992年3月9日、ABC / 松竹）
- 水戸黄門（TBS / C.A.L）
  - 第21部
    - 第5話「恩讐越えた恋人形 -三次-」（1992年5月4日） - 音造
    - 第25話「酔いどれ仁術 -糸魚川-」（1992年9月21日） - 丑松

  - 第22部
    - 第17話「正義で織った大島紬 -鹿児島-」（1993年9月6日） - 目付役人
    - 第31話「弥七は夫の敵! -新発田-」（1993年12月13日）- 吉五郎

  - 第23部 第37話「育ての母は木曽節お仙 -妻籠-」（1995年4月24日） - 茂助
  - 第24部 第32話「追われた男の恩返し -盛岡-」（1996年5月6日） - 乙松
  - 第25部 第26話「瞼の父は風車 -飯田-」（1997年6月23日） - 島田佐十郎
  - 第28部 第3話「箱根の山で敵討ち -箱根-」（2000年3月20日） - 吾市
  - 第30部 第2話「やんちゃ坊主が仲間入り-足利-」（2002年1月14日） - 吉田信之輔
  - 第31部 第2話「ご老公、最初の難所は箱根山 -箱根-」（2002年10月21日） - 梶又蔵
  - 第32部 第11話「紅花咲かせた豪傑女医-山形-」（2003年10月27日） - 桜木仁兵衛
  - 第33部
    - 第10話「やんちゃ姫の姉探し -宇和島-」（2004年6月21日） - かき崎
    - 第18話「帰って来た風の盆 -八尾-」（2004年8月23日） - 吉田甚助

  - 第34部 第8話「荒くれ旅籠に咲いた花-花巻-」（2005年2月28日） - 長八
  - ナショナル劇場50周年記念特別企画スペシャル （2006年3月13日） - 汐見三郎
  - 第37部 第19話「耐えて忍んだ嫁いじり -山形-」（2007年8月13日） - 代貸
  - 第38部 第10話「人情長屋の心意気! -福井-」（2008年3月10日） - 押方庄太夫
  - 第39部 第16話「母と名乗れぬ過去悲し -臼杵-」（2009年2月9日） - 重田
  - 第40部 第12話「藩主の嫁も楽じゃない -鶴岡-」（2009年10月26日） - 木村
  - 第42部 第15話「内蔵助殿、助太刀致す -赤穂-」（2011年1月31日） - 稲尾
- 半七捕物帳 第18話「十手無情恋しぐれ」（1993年、NTV / ユニオン映画） - 喜助
- 闇を斬る!大江戸犯科帳 第16話「道化の涙」（1993年、NTV系 / ユニオン映画） - 勘定奉行
- 鬼平犯科帳 第4シリーズ 第14話「女密偵・女賊」（1993年、CX / 松竹） - 押切の駒太郎
- 名奉行 遠山の金さん（ANB / 東映）
  - 第2シリーズ 第7話「暗闇に一輪桜小僧」（1989年7月13日） - 評定所役人
  - 第5シリーズ 第5話「嫁と舅とお目付桜」（1993年） - 和助
  - 第7シリーズ 第12話「消えた五千両!棺桶を作る女」（1995年） - 川添源吾
- 江戸の用心棒 第17話「走れ!夜逃げ屋」（1994年、NTV系 / ユニオン映画） - 駒蔵
- 江戸を斬るVIII 第16話「幼馴染が悪の手先」（1994年、TBS / C.A.L）
- 裸の大将 第76話「清が行った竜宮城」（1995年、KTV / 東阪企画） - 医師
- 快刀!夢一座七変化 第14話「危機一髪! 吉原の遊女を救え」（1997年3月6日、ANB / 東映）
- 銭形平次 第6シリーズ 第2話「煙の罠」（1997年8月6日、CX）
- ドラマ新銀河「木綿のハンカチ〜ライトウインズ物語」（1997年、NHK） - 柿沼康
- 金曜エンタテイメント「京都祇園入り婿刑事事件簿1　祇園の芸妓がつかんだ女社長の座」（1997年5月7日、CX）
- 剣客商売（CX / 松竹）
  - 第1シリーズ 第6話「深川十万坪」（1998年） - 武田勇之進
  - 第5シリーズ 第3話「越後屋騒ぎ」（2004年） - 沼田
- サントリーミステリー大賞SP「時の渚〜衝撃の運命　京都に秘められた禁断の愛」（2001年12月1日、ABC）
- いのちの現場から7（2001年、MBS）
- 八丁堀の七人（ANB）
  - 第3シリーズ　第9話「獄門に笑う女！牢内にすべての謎が…」（2002年3月4日） - 匹田甚内
  - 第4シリーズ　第3話「八丁堀VS幕府最強軍団！」（2003年1月20日） - 内藤一学
- 相棒 〜警視庁ふたりだけの特命係 第1シリーズ 第1話「警視総監室にダイナマイト男が乱入! 刑事が人質に!! 犯罪の影に女あり…」（2002年10月9日、ANB）
- オヤジ探偵 第2シリーズ　第2話「疑惑の遺品!?」（2002年） - 後藤幸一
- 新春ワイド時代劇「天下騒乱〜徳川三代の陰謀」（2006年1月2日、TX）
- 素敵な夢を叶えましょう（2006年、MBS）
- お江戸吉原事件帖 第2話「情死・陰謀の果て」（2006年11月2日、TX）
- 月曜ゴールデン「赤かぶ検事奮戦記　京都転勤篇〜悪夢の女相続人〜」（2009年5月11日、TBS）

### 映画
- 極道の妻たち 危険な賭け（1996年）

### オリジナルビデオ
- キタの帝王 闇の法廷伝説（1996年）
- 極道の2号たち3（1997年） - 相沢富三
- 必殺始末人II 乱れ咲く女役者の夢舞台（1997年） - 加賀森源次郎
- 首領への道10（2000年） - 大阪・天満 柏木組若頭 石塚幹夫
- 新 第三の極道 シリーズ - 藤堂組二代目武侠会若頭 屋代仁義
- 実録・山陽道やくざ戦争 手打ち破り（2001年） - 三代目山王会直参 但馬組組長 但馬誠伍

### 舞台
- マクベス
- 招かれざる客
- 大阪物語
- ハムレット
- 新選組

### ナレーション
- 天保義民伝・土に生きる（1999年10月17日、TX）「近江天保一揆を題材とした作品」
- 実録・山陽道やくざ戦争 手打ち破り（2001年）